# Daiso
Daiso Industries Co., Ltd. (яп. 株式会社大創産業, кабушікі-ґайшя Daisōsangyō) це велика франшиза магазинів з фіксованою ціною, заснована в Японії. Штаб-квартира знаходиться в Хігасіхіросімі, префектура Хіросіма. 
Асортимент Daiso включає в себе понад 100 000 товарів, більшість з яких — предмети домашнього вжитку, наприклад кухонний посуд та засоби для чищення. Daiso має представництва в 25 країнах та регіонах по всьому світу.
У Японії товари в Daiso продаються за цінами, кратними 100 ієнам, наприклад 200, 300, 400 та 500 ієн.

## Міжнародне представництво

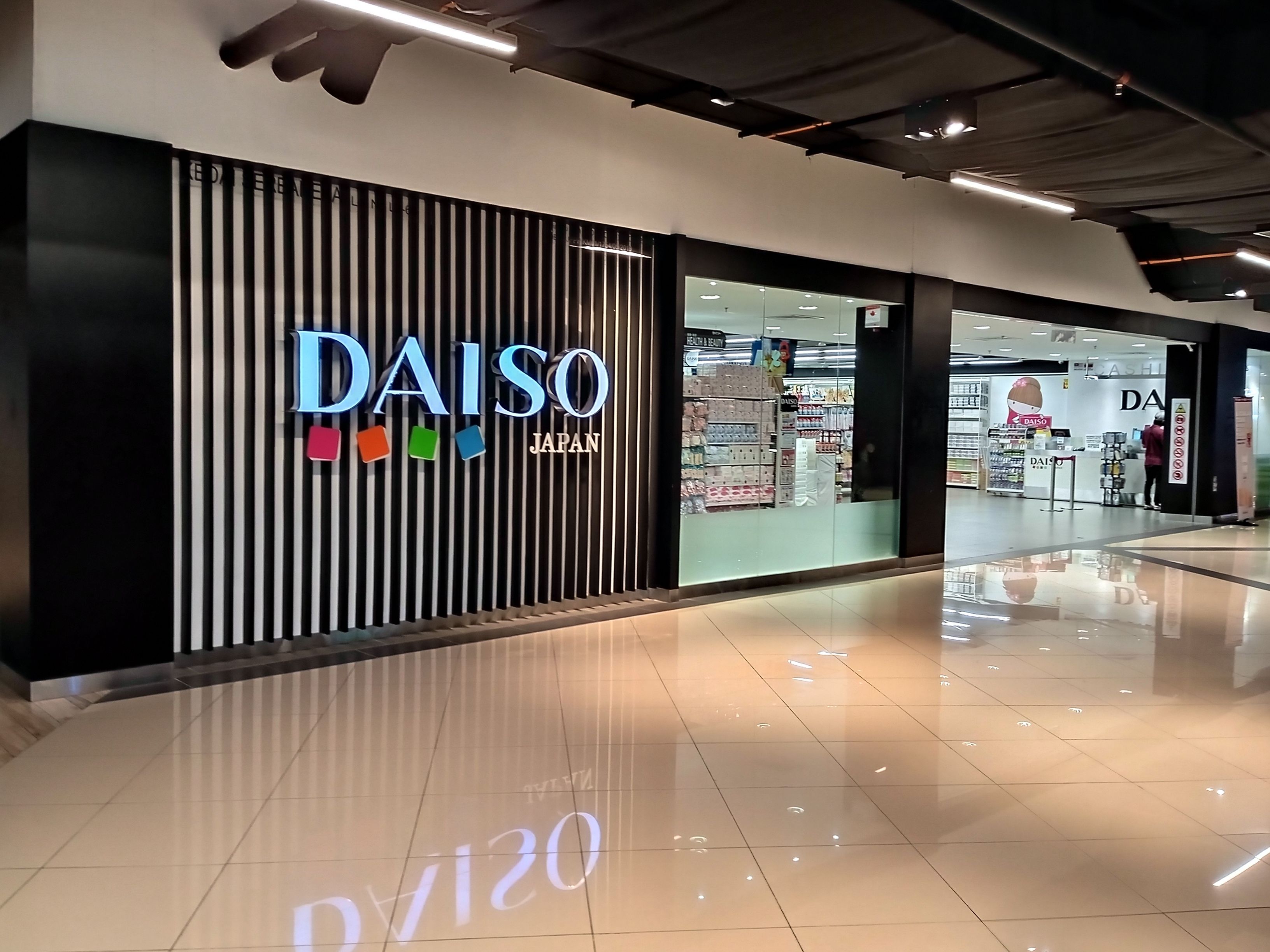
Daiso в Малайзії

Окрім 3620 магазинів у Японії, компанія має майже 2300 магазинів за кордоном в Австралії, Бахрейні, Бразилії, Камбоджі, Канаді, Китаї, Гонконгу, Індонезії, Кувейті, Макао, Малайзії, Мексиці, М’янмі, Новій Зеландії, Омані, Філіппінах, Катарі, Саудівській Аравії, Сінгапурі, Південній Кореї, Таїланді, Об’єднаних Арабських Еміратах, Сполучених Штатах Америки, В’єтнамі та на Тайвані.  
Кількість магазинів Daiso станом на 2023 рік: 
| Азії - Японія: 3620 - Південна Корея: 1150 - Таїланд: 138 - Філіппіни: 100 - Республіка Китай: 87 - КНР: 45 - Малайзія: 39 - Гонконг: 34 (роздрібна назва – Living Plaza від AEON, 3 DAISO) - Сінгапур: 27 - Індонезія: 12 - М'янма: 5 - В'єтнам: 5* - Монголія: 4 - Макао: 3 - Камбоджа: 3 - Лаос: 2 - Індія: 2 Близький Схід - ОАЕ: 48 - Саудівська Аравія: 6 - Катар: 5 - Кувейт: 4 - Бахрейн: 2 - Оман: 1 | Америки - США: 88 - Бразилія: 50 - Мексика: 11 - Канада: 3 Океанія - Австралія: 41 - Нова Зеландія: 4 Африка - Маврикій: 2 |